# Sveti Andrija
Sveti Andrija, kao i brat mu Šimun Petar bio je jedan od dvanaest apostola i prvi biskup grada Carigrada, bio je ribar na Genezaretskom jezeru (tj. Galilejskom moru) u Kafarnaumu, kamo su obojica stigli iz rodne Betsaide.

## Životopis
Prema nekim evanđeoskim izvještajima, Andrija je bio prvi od apostola kojega je Isus pozvao, pa ga istočne crkve obično i nazivaju »Prvozvani«. On, kao i sveti Ivan Evanđelist, bio je isprva sljedbenik Ivana Krstitelja koji je propovijedao skori dolazak Mesije. Kad je na Jordanu pokazao na Isusa i rekao: »Evo Jaganjca Božjega«, Andrija i Ivan, pristupili su Isusu i počeli slijediti njega. Andrija je odmah otišao do svoga brata Šimuna, koji će biti prozvan Petar, te mu rekao: »Našli smo Mesiju« (usp. Evanđelje po Ivanu 1,41), zato ga evanđelisti Matej i Luka u apostolskom zboru stavljaju odmah iza Šimuna Petra.
Novi zavjet još u nekoliko zgoda spominje Andriju: tako kod umnažanja hljebova i kad su stranci u Jeruzalemu željeli vidjeti Isusa. Nakon Isusova uzašašća i silaska Duha Svetoga, Sveto pismo Andriju više ne spominje. No zato o njemu pišu obilno mnogi apokrifni spisi koji, premda u njima nije uvijek lako odvojit stvarnu predaju od fikcije. Podatak da je Andrija propovijedao Evanđelje među Skitima, u današnjoj južnoj Rusiji, potvrđuje i otac crkvene povijesti Euzebije Cezarejski. Za Andrijinu mučeničku smrt na takozvanom Andrijinu križu u obliku slova X znamo jedino iz jednog spisa, zvanog Passio (Muka), u kojem je opisano apostolovo mučeništvo. Predaja veli, da je bio raspet u Ahaji u gradu Patrasu.

## Štovanje
Nakon smrti njegove relikvije su iz Patrasa bile prenesene u Carigrad, a zatim u Amalfi u Italiju. Svečeva glava bila je god. 1462. prenesena u Rim, a vratio ju je natrag grčkim pravoslavnim vjernicima papa Pavao VI. Pouzdan je povijesni podatak da se blagdan sv. Andrije slavio 30. studenoga već u doba sv. Grgura Nazijanskoga, dakle, u drugoj polovici IV. stoljeća. Istog datuma slavi se i u zapadnoj i u istočnoj Crkvi (ako se slijedi julijanski kalendar, to je onda 13. studenoga).

## Poveznice
- Andrijin križ

## Vanjske poveznice
Ostali projekti
|  | Zajednički poslužitelj ima još gradiva o temi Sveti Andrija |

Mrežna mjesta
- Andrija, sv. Hrvatska opća enciklopedija